# Carlos Ñáñez
Carlos José Ñáñez (Córdoba, 9 de agosto de 1946) fue el arzobispo de la Arquidiócesis de Córdoba (Argentina) desde el 17 de noviembre de (1998) al 6 de noviembre de (2021).

## Biografía

### Estudios
Realizó sus estudios primarios en el colegio Sarmiento de la ciudad de Córdoba y los secundarios en el Liceo Militar General Paz. Cursó sus estudios eclesiásticos en el Seminario Mayor de Córdoba y en la Universidad Gregoriana de Roma, en donde obtuvo la Licencia en Teología. 

### Sacerdocio
Fue ordenado sacerdote en la Parroquia Santísimo Sacramento y San Pío X de la ciudad de Córdoba el 17 de julio de 1971, por el entonces cardenal Raúl Francisco Primatesta. 
Fue capellán auxiliar del Liceo Militar General Paz y luego capellán del Colegio Nuestra Señora del Huerto de Córdoba.
Integró el equipo de formadores del Seminario Mayor de Córdoba, y luego fue vicerrector y rector del mismo desde diciembre de 1978 a diciembre de 1988.
Fue párroco de la parroquia “Cristo Redentor” de la ciudad de Córdoba en los años 1989 y 1990.

## Episcopado

### Obispo auxiliar de Córdoba
El 12 de diciembre de 1990 fue designado obispo titular de Lete y auxiliar de la arquidiócesis de Córdoba. Recibe la consagración episcopal el 24 de enero de 1991.

### Arzobispo coadjutor de Tucumán
El 20 de diciembre de 1995 fue designado arzobispo coadjuntor de Tucumán, comenzando su ministerio el 2 de febrero de 1996.

### Arzobispo de Córdoba
El 17 de noviembre de 1998 es designado arzobispo metropolitano de Córdoba. Asume sus funciones el 12 de marzo de 1999.
El 29 de junio de ese mismo año recibe de manos del papa Juan Pablo II el palio arzobispal.
En la Conferencia Episcopal Argentina CEA, fue miembro de la Comisión Episcopal de Ministerios entre 1991 y 1999. 
Fue presidente de la Comisión Episcopal de Pastoral Familiar entre 1999 y 2005.
En la CEA (Conferencia Episcopal Argentina) es miembro de la Comisión Episcopal de Liturgia y de la Comisión “ad hoc” para el Misal argentino y Delegado de la Región Pastoral Centro.
El martes 22 de julio de 2014 el papa Francisco lo nombró , miembro del Pontificio Consejo para la Promoción de la Unidad de los Cristianos, junto a los obispos Rodolfo Valenzuela Núñez, de Vera Paz, Presidente de la Conferencia Episcopal de Guatemala y Gerhard Feige, de Magdeburgo Alemania.
Presentó su renuncia al cargo en agosto de 2021 y el papa Francisco la aceptó el 6 de noviembre del mismo año.